# 감각 신경세포

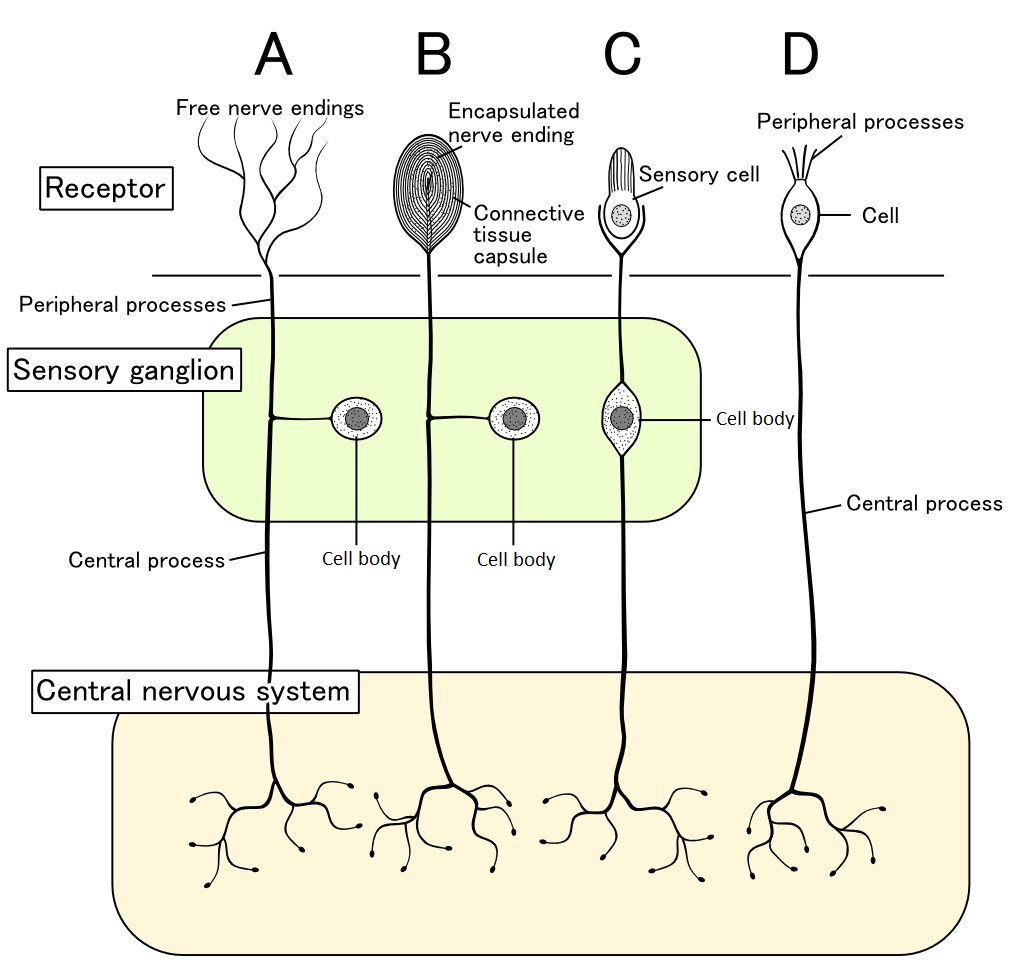
네 형태의 감각 신경

감각 신경세포(感覺神經細胞, 영어: sensory neuron) 또는 감각 뉴런 또는 들신경세포(afferent neuron)는 신경 세포의 일종으로, 특정 유형의 자극을 전기 신호로 변환해 전달하는 역할을 한다. 이러한 변환의 과정을 "감각전달"이라고 한다. 감각신경의 신경 세포체는 척수 근처의 등쪽뿌리신경절에 존재한다.
감각 신경 세포는 전달하는 감각 정보에 따라 다른 경로를 통해 척수를 거쳐 두뇌로 전달한다. 이는 빛이나 소리 등의 외부로부터의 자극을 받아들이는 '외부수용기'과 혈압이나 압력 등 내부의 자극을 인지하는 '내부수용기'로 나뉜다.

## 종류와 기능

### 외부 수용기
외부 수용기(exteroceptor)는 외부의 자극을 받아들여 전기신호로 변환하는 감각 신경이며, 냄새, 소리, 빛, 촉각 등을 인지한다.

#### 후각
냄새와 화학물질을 인지하는 기관을 후각기관이라고 부르며, 후각 수용체의 형태에 따라 다양한 화학물질의 인지가 가능하다. 인간의 경우 원시적인 형태를 가지고 있다. 후각기관은 뇌의 후각 수용기인 후각신경(Cranial nerve I)이 직접 연결되어있다.

#### 청각
소리를 인지하는 감각기관인 내이를 구성하는 신경들. 일반적으로 달팽이관 내의 안쪽 유모세포들의 활성화를 통해 감각을 전달하는 역할을 한다. 해당 세포는 시상하부의 안쪽무릎핵을 통해 뇌의 브로드먼 영역 22번 혹은 23번으로 신호를 전달한다. 8번 뇌신경인 속귀신경에 의해 전달된다.

#### 시각
빛은 눈의 망막에 존재하는 광수용체로부터 전달된다. 광수용체의 망막의 원추세포(cone cell)와 막대세포(rod cell)의 두 가지가 각각 명암과 색을 감지하여 신호를 만든다.

#### 미각
맛은 혀에 있는 맛봉오리로부터 느낄 수 있다. 맛봉오리 하나 속에는 여러 종류의 미각세포가 있으며, 하나의 미각세포가 하나의 맛을 느낀다. 이 미각세포가 뇌로 신호를 전달한다.

#### 촉각
여러 종류의 소체를 이용하여 감각을 느낀다. 마이스너 소체(Meissner's corpuscle)가 대표적이며, 파시니 소체(Vater-Pacini corpuscles, 파터-파시니 소체라고도 함), 루피니 소체, 크라우제 소체 등이 있다.

### 내부 수용기
내부 수용기(interoceptor)는 체내의 자극에 반응하는 감각 신경으로, 주로 항상성을 맞추기 위해 사용된다.

#### 혈압
혈압은 압력수용기가 감지한다. 압력수용기는 감각수용기 세포의 한 종류로 심혈관계에서 혈압의 변화에 따라 신체가 대응할 수 있게 한다.
압력수용기는 두 부위에 있는데 하나는 대동맥이 심장으로부터 나오는 곳에 가깝게 위치한 대동맥의 구부러진 부위(대동맥궁, aortic arch)이고 또 하나는 목동맥(carotid artery)에 위치한다. 대동맥궁에 있는 압력수용기는 체순환의 모든 기관으로 가는 혈류의 압력을 파악할 수 있고, 목동맥 압력수용기는 혈액공급의 감소에 민감한 뇌로 가는 혈류의 압력을 파악할 수 있다.

#### 삼투압
인체 내 삼투압은 삼투수용체(osmoreceptor)가 감지한다. 삼투수용체는 감각수용체로 시상하부에 위치하며 몸의 삼투압을 감지하여 수분의 균형을 유지하는 역할을 한다.

## 같이 보기
- 감각 기관
- 감각신경 (sensory nerve)
- 운동 신경 (motor nerve)
- 들신경섬유 (afferent nerve fiber)
- 날신경섬유 (efferent nerve fiber)
- 운동 신경세포 (motor neuron)